# أولاف جوسيف يوهانسن
أولاف جوسيف يوهانسن هو محمل السفن وسياسي نرويجي، ولد في 30 مايو 1879 في أوسلو في النرويج، وتوفي في 20 يناير 1962. نشط حزبياً في حزب العمال.

## مناصب
- انتخب عضو برلمان النرويج  [لغات أخرى]‏ عن دائرة أوسلو [الإنجليزية]‏ وقد انضم خلال فترته النيابية ‏ (1937 – 1945) للكتلة البرلمانية حزب العمال.
- انتخب عضو برلمان النرويج  [لغات أخرى]‏ عن دائرة أوسلو [الإنجليزية]‏ وقد انضم خلال فترته النيابية ‏ (1934 – 1936) للكتلة البرلمانية حزب العمال.
- انتخب عضو برلمان النرويج  [لغات أخرى]‏ عن دائرة أوسلو [الإنجليزية]‏ وقد انضم خلال فترته النيابية ‏ (1931 – 1933) للكتلة البرلمانية حزب العمال.
- انتخب عضو برلمان النرويج  [لغات أخرى]‏ عن دائرة أوسلو [الإنجليزية]‏ وقد انضم خلال فترته النيابية ‏ (1928 – 1930) للكتلة البرلمانية حزب العمال.
- انتخب عضو برلمان النرويج  [لغات أخرى]‏ عن دائرة أوسلو [الإنجليزية]‏ وقد انضم خلال فترته النيابية ‏ (1925 – 1927) للكتلة البرلمانية حزب العمال.